# Campeonato Ecuatoriano de Fútbol 2010
De Campeonato Ecuatoriano de Fútbol 2010 was het 52ste seizoen in de hoogste afdeling van het Ecuadoraanse voetbal sinds de oprichting van deze divisie in het Zuid-Amerikaanse land. De competitie bestond uit twee delen: de Primera Etapa en de Segunda Etapa, waarna de winnaars van beide competitiehelften streden om de landstitel. Twaalf clubs deden mee aan deze editie. In een finale tussen de winnaars van beide seizoenshelften werd Club Sport Emelec verslagen door LDU Quito. De club werd voor de tiende keer landskampioen en plaatste zich voor de strijd om de Copa Libertadores 2011. De nummers twee en drie streden aan het einde van de competitie om de tweede plaats, die eveneens recht gaf op deelname aan Copa Libertadores. 

## Deelnemende clubs
| Club                    | Stad      | Trainer           | Stadion                    | Capaciteit |
| ----------------------- | --------- | ----------------- | -------------------------- | ---------- |
| Barcelona               | Guayaquil | Rubén Darío Insúa | Monumental Banco Pichincha | 90.283     |
| Deportivo Cuenca        | Cuenca    | Luis Soler        | Alejandro Serrano Aguilar  | 22.000     |
| Deportivo Quito         | Quito     | Carlos Sevilla    | Olímpico Atahualpa         | 40.948     |
| El Nacional             | Quito     | Mario Saralegui   | Olímpico Atahualpa         | 40.948     |
| Emelec                  | Guayaquil | Jorge Sampaoli    | George Capwell             | 23.461     |
| Espoli                  | Quito     | Carlos Calderón   | La Cocha (in Latacunga)    | 15.000     |
| Independiente del Valle | Sangolquí | Julio Asad        | Général Rumiñahui          | 8.000      |
| LDU Quito               | Quito     | Edgardo Bauza     | La Casa Blanca             | 55.400     |
| Macará                  | Ambato    | Janio Pinto       | Bellavista                 | 20.000     |
| Manta                   | Manta     | Gabriel Perrone   | Jocay                      | 20.000     |
| Centro Deportivo Olmedo | Riobamba  | Ariel Graziani    | Olímpico de Riobamba       | 18.000     |
| Universidad Católica    | Quito     | Jorge Célico      | Olímpico Atahualpa         | 40.948     |

## Primera Etapa

### Uitslagen
|                  | BAR | CUE | DEP | ELN | EME | ESP | IDV | LDU | MAC | MAN | OLM | UNI |
| ---------------- | --- | --- | --- | --- | --- | --- | --- | --- | --- | --- | --- | --- |
| Barcelona        |     | 2–1 | 1–0 | 1–0 | 1–2 | 2–0 | 0–1 | 0–0 | 2–0 | 2–1 | 1–0 | 5–1 |
| Deportivo Cuenca | 1–1 |     | 1–0 | 0–0 | 2–0 | 3–0 | 3–0 | 1–1 | 0–1 | 0–0 | 0–1 | 1–0 |
| Deportivo Quito  | 0–1 | 1–1 |     | 1–3 | 1–0 | 2–0 | 3–2 | 0–1 | 2–0 | 2–1 | 2–0 | 2–0 |
| El Nacional      | 0–0 | 0–0 | 2–1 |     | 5–0 | 4–0 | 1–1 | 0–0 | 1–1 | 4–0 | 2–2 | 1–2 |
| Emelec           | 3–0 | 4–0 | 1–1 | 1–0 |     | 4–0 | 1–1 | 1–0 | 2–0 | 3–3 | 4–1 | 1–0 |
| Espoli           | 0–1 | 3–0 | 0–3 | 5–3 | 0–3 |     | 0–4 | 2–1 | 0–1 | 2–0 | 2–2 | 0–1 |
| Independiente    | 1–1 | 2–2 | 2–2 | 3–1 | 0–0 | 1–2 |     | 0–2 | 0–0 | 1–0 | 1–1 | 1–1 |
| LDU Quito        | 0–0 | 2–0 | 2–0 | 1–0 | 5–0 | 1–1 | 3–0 |     | 3–1 | 3–0 | 5–0 | 2–1 |
| Macará           | 1–2 | 1–2 | 1–2 | 3–3 | 1–2 | 1–1 | 1–1 | 2–2 |     | 2–2 | 0–2 | 1–1 |
| Manta            | 0–0 | 1–1 | 3–0 | 2–2 | 1–3 | 1–0 | 3–1 | 0–0 | 2–1 |     | 1–0 | 1–1 |
| Olmedo           | 0–0 | 1–1 | 0–1 | 2–1 | 0–1 | 1–1 | 2–3 | 0–1 | 0–0 | 1–0 |     | 2–0 |
| Universidad C.   | 0–3 | 3–1 | 1–1 | 1–1 | 0–1 | 2–3 | 2–0 | 1–1 | 2–3 | 1–1 | 0–0 |     |

### Eindstand
| №  | Club                        | WG | W  | G  | V  | DV | DT | +/– | Punten |
| -- | --------------------------- | -- | -- | -- | -- | -- | -- | --- | ------ |
| 1  | Club Sport Emelec           | 22 | 14 | 4  | 4  | 37 | 22 | +15 | 46     |
| 2  | LDU Quito                   | 22 | 12 | 8  | 2  | 36 | 10 | +26 | 44     |
| 3  | Barcelona Sporting Club     | 22 | 12 | 7  | 3  | 26 | 12 | +14 | 43     |
| 4  | Deportivo Quito             | 22 | 10 | 4  | 8  | 27 | 23 | +4  | 34     |
| 5  | Deportivo Cuenca            | 22 | 6  | 9  | 7  | 21 | 24 | –3  | 27     |
| 6  | El Nacional                 | 22 | 5  | 10 | 7  | 34 | 27 | +7  | 25     |
| 7  | CSD Independiente del Valle | 22 | 5  | 10 | 7  | 26 | 31 | –5  | 25     |
| 8  | Manta Fútbol Club           | 22 | 5  | 9  | 8  | 23 | 30 | –7  | 24     |
| 9  | Centro Deportivo Olmedo     | 22 | 5  | 8  | 9  | 18 | 27 | –9  | 23     |
| 10 | Club Deportivo Espoli       | 22 | 6  | 4  | 12 | 22 | 41 | –19 | 22     |
| 11 | Universidad Católica        | 22 | 4  | 8  | 10 | 21 | 32 | –11 | 20     |
| 12 | CSD Macará                  | 22 | 3  | 9  | 10 | 22 | 34 | –12 | 18     |

## Segunda Etapa

### Uitslagen
|                  | BAR | CUE | DEP | ELN | EME | ESP | IDV | LDU | MAC | MAN | OLM | UNI |
| ---------------- | --- | --- | --- | --- | --- | --- | --- | --- | --- | --- | --- | --- |
| Barcelona        |     | 1–2 | 1–0 | 1–2 | 0–0 | 0–3 | 3–0 | 1–1 | 2–1 | 1–2 | 2–0 | 5–1 |
| Deportivo Cuenca | 1–0 |     | 2–0 | 0–0 | 1–1 | 2–1 | 3–1 | 1–1 | 0–2 | 3–1 | 2–3 | 2–1 |
| Deportivo Quito  | 4–0 | 1–2 |     | 1–0 | 1–0 | 2–0 | 1–1 | 1–1 | 0–0 | 4–0 | 1–0 | 5–0 |
| El Nacional      | 0–1 | 0–0 | 1–3 |     | 0–0 | 0–0 | 3–0 | 2–3 | 2–1 | 4–0 | 3–1 | 0–1 |
| Emelec           | 0–0 | 0–1 | 2–1 | 2–0 |     | 3–1 | 2–1 | 1–1 | 2–0 | 0–0 | 1–0 | 2–0 |
| Espoli           | 0–0 | 2–5 | 2–3 | 0–1 | 1–1 |     | 1–0 | 0–1 | 1–1 | 1–0 | 3–0 | 2–1 |
| Independiente    | 1–2 | 3–0 | 1–2 | 0–1 | 0–1 | 1–1 |     | 0–4 | 3–1 | 2–2 | 1–1 | 1–3 |
| LDU Quito        | 2–1 | 2–0 | 1–1 | 3–1 | 0–1 | 3–0 | 2–0 |     | 3–0 | 4–2 | 1–0 | 1–0 |
| Macará           | 1–1 | 1–2 | 1–0 | 4–1 | 1–4 | 1–1 | 0–2 | 2–4 |     | 1–1 | 0–1 | 1–0 |
| Manta            | 1–0 | 2–0 | 1–2 | 1–0 | 1–2 | 0–0 | 0–2 | 1–0 | 1–0 |     | 3–0 | 2–2 |
| Olmedo           | 0–1 | 0–0 | 3–2 | 1–1 | 0–1 | 3–2 | 2–1 | 0–3 | 0–1 | 2–2 |     | 1–1 |
| Universidad C.   | 2–2 | 2–3 | 3–0 | 0–1 | 2–3 | 0–0 | 1–2 | 2–1 | 1–1 | 3–0 | 1–2 |     |

### Eindstand
| №  | Club                        | WG | W  | G | V  | DV | DT | +/– | Punten |
| -- | --------------------------- | -- | -- | - | -- | -- | -- | --- | ------ |
| 1  | LDU Quito                   | 22 | 14 | 5 | 3  | 42 | 17 | +25 | 47     |
| 2  | Club Sport Emelec           | 22 | 13 | 7 | 2  | 29 | 12 | +17 | 46     |
| 3  | Deportivo Cuenca            | 22 | 12 | 5 | 5  | 32 | 25 | +7  | 41     |
| 4  | Deportivo Quito             | 22 | 11 | 4 | 7  | 35 | 22 | +13 | 37     |
| 5  | Barcelona Sporting Club     | 22 | 8  | 6 | 8  | 25 | 24 | +1  | 30     |
| 6  | El Nacional                 | 22 | 8  | 5 | 9  | 23 | 23 | 0   | 29     |
| 7  | Manta FC                    | 22 | 7  | 6 | 9  | 23 | 33 | –10 | 27     |
| 8  | Espoli                      | 22 | 5  | 8 | 9  | 22 | 28 | –6  | 23     |
| 9  | Centro Deportivo Olmedo     | 22 | 6  | 5 | 11 | 20 | 33 | –13 | 23     |
| 10 | CSD Macará                  | 22 | 5  | 6 | 11 | 21 | 32 | –11 | 21     |
| 11 | Universidad Católica        | 22 | 5  | 5 | 12 | 27 | 37 | –10 | 20     |
| 12 | CSD Independiente del Valle | 22 | 5  | 4 | 13 | 23 | 36 | –13 | 19     |

## Eindstand
| №  | Club                        | WG | W  | G  | V  | DV | DT | +/– | Punten |
| -- | --------------------------- | -- | -- | -- | -- | -- | -- | --- | ------ |
| 1  | Club Sport Emelec           | 44 | 27 | 11 | 6  | 66 | 34 | +32 | 92     |
|    | LDU Quito                   | 44 | 26 | 13 | 5  | 78 | 27 | +51 | 91     |
| 3  | Barcelona Sporting Club     | 44 | 20 | 13 | 11 | 51 | 36 | +15 | 73     |
| 4  | Deportivo Quito             | 44 | 21 | 8  | 15 | 62 | 45 | +17 | 71     |
| 5  | Deportivo Cuenca            | 44 | 18 | 14 | 12 | 53 | 49 | +4  | 68     |
| 6  | El Nacional                 | 44 | 13 | 15 | 16 | 57 | 50 | +7  | 54     |
| 7  | Manta Fútbol Club           | 44 | 12 | 15 | 17 | 46 | 63 | –17 | 51     |
| 8  | Centro Deportivo Olmedo     | 44 | 11 | 13 | 20 | 38 | 60 | –22 | 46     |
| 9  | Club Deportivo Espoli       | 44 | 11 | 12 | 21 | 44 | 69 | –25 | 45     |
| 10 | CSD Independiente del Valle | 44 | 10 | 14 | 20 | 49 | 67 | –18 | 44     |
| 11 | Universidad Católica        | 44 | 9  | 13 | 22 | 48 | 69 | –21 | 40     |
| 12 | Macará                      | 44 | 8  | 15 | 21 | 43 | 66 | –23 | 39     |

|  | Geplaatst voor play-offs landstitel en Copa Libertadores 2011 |
|  | Geplaatst voor play-offs om derde plaats                      |
|  | Gedegradeerd naar de Serie B                                  |

## Play-offs

### Om derde plaats
|            |                                  |       |           |                                                                                   |
| 4 december | Deportivo Quito                  | 2 – 0 | Barcelona | Estadio Olímpico Atahualpa, Quito Toeschouwers: 35.000 Scheidsrechter: Omar Ponce |
| 4 december | Luis Checa 35' Luis Saritama 49' |       |           | Estadio Olímpico Atahualpa, Quito Toeschouwers: 35.000 Scheidsrechter: Omar Ponce |

|             |                                                   |       |                   |                                                                                                |
| 11 december | Barcelona                                         | 3 – 1 | Deportivo Quito   | Estadio Monumental Banco Pichincha, Guayaquil Toeschouwers: 49.000 Scheidsrechter: José Carpio |
| 11 december | Henry León 15' Juan Samudio 72' Juan Anangonó 88' |       | 24' Oswaldo Minda | Estadio Monumental Banco Pichincha, Guayaquil Toeschouwers: 49.000 Scheidsrechter: José Carpio |

### Finale
|            |                                         |       |        |                                                                          |
| 5 december | LDU Quito                               | 2 – 0 | Emelec | La Casa Blanca, Quito Toeschouwers: 47.506 Scheidsrechter: Tomás Alarcón |
| 5 december | Miller Bolaños 50' Miller Bolaños 90+3' |       |        | La Casa Blanca, Quito Toeschouwers: 47.506 Scheidsrechter: Tomás Alarcón |

|             |                  |       |        |                                                                                         |
| 12 december | Emelec           | 1 – 0 | Emelec | Estadio George Capwell, Guayaquil Toeschouwers: 24.000 Scheidsrechter: Alfredo Intriago |
| 12 december | David Quiroz 60' |       |        | Estadio George Capwell, Guayaquil Toeschouwers: 24.000 Scheidsrechter: Alfredo Intriago |

## Statistieken

### Topscorers
- In onderstaand overzicht zijn alleen de spelers opgenomen met dertien of meer treffers achter hun naam.

| № | Naam                | Club                    | Goals | Pen. | Duels | Gem. |
| - | ------------------- | ----------------------- | ----- | ---- | ----- | ---- |
| 1 | Jaime Ayoví         | CS Emelec               | 23    |      | 40    | 0,57 |
| 2 | Julio Bevacqua      | Manta                   | 22    |      |       |      |
| 2 | Hernán Barcos       | LDU Quito               | 22    |      |       |      |
| 4 | Omar Guerra         | Universidad Católica    | 16    |      |       |      |
| 5 | Luis Escalada       | Deportivo Cuenca        | 15    |      |       |      |
| 6 | Richar Estigarribia | Independiente del Valle | 14    |      |       |      |
| 7 | Marlon de Jesús     | El Nacional             | 13    |      |       |      |
| 7 | Juan Samudio        | Barcelona               | 13    |      |       |      |

## Prijzen
De prijzen werden toegekend door de Asociación Ecuatoriana de Radiodifusión.
- Speler van het Jaar: Jaime Ayoví (Emelec)
- Doelman van het Jaar: José Francisco Cevallos (LDU Quito)
- Verdediger van het Jaar: Marcelo Fleitas (Emelec)
- Middenvelder van het Jaar: David Quiroz (Emelec)
- Aanvaller van het Jaar: Hernán Barcos (LDU Quito)
- Talent van het Jaar: Dennys Quiñónez (Barcelona)
- Manager van het Jaar: Edgardo Bauza (LDU Quito)
- Buitenlands Speler van het Jaar: Cristian Benítez (Santos Laguna)
- Scheidsrechter van het Jaar: Carlos Vera